# Дрвеник-Великий (Трогир)
Дрвеник-Великий (хорв. Drvenik Veliki) — населений пункт у Хорватії, у Сплітсько-Далматинській жупанії у складі міста Трогир.

## Населення
Населення за даними перепису 2011 року становило 150 осіб.
Динаміка чисельності населення поселення:

## Клімат
Середня річна температура становить 16,05 °C, середня максимальна – 27,40 °C, а середня мінімальна – 4,92 °C. Середня річна кількість опадів – 697 мм.
| Клімат поселення                              | Клімат поселення | Клімат поселення | Клімат поселення | Клімат поселення | Клімат поселення | Клімат поселення | Клімат поселення | Клімат поселення | Клімат поселення | Клімат поселення | Клімат поселення | Клімат поселення | Клімат поселення |
| Показник                                      | Січ.             | Лют.             | Бер.             | Квіт.            | Трав.            | Черв.            | Лип.             | Серп.            | Вер.             | Жовт.            | Лист.            | Груд.            |                  |
| Середній максимум, °C                         | 12,90            | 12,86            | 14,48            | 17,32            | 21,98            | 25,89            | 27,40            | 27,20            | 23,99            | 20,21            | 16,01            | 12,85            |                  |
| Середня температура, °C                       | 8,92             | 8,89             | 10,53            | 13,36            | 18,03            | 21,93            | 24,61            | 24,41            | 21,21            | 17,43            | 13,22            | 10,08            |                  |
| Середній мінімум, °C                          | 4,99             | 4,92             | 6,56             | 9,40             | 14,06            | 17,98            | 21,84            | 21,63            | 18,42            | 14,65            | 10,46            | 7,29             |                  |
| Норма опадів, мм                              | 65               | 54               | 61               | 58               | 47               | 41               | 24               | 40               | 64               | 75               | 90               | 78               |                  |
| Середньомісячна швидкість вітру, м/с          | 3.37             | 3.53             | 3.62             | 3.40             | 3.00             | 2.70             | 2.79             | 2.61             | 2.93             | 3.10             | 3.77             | 3.65             |                  |
| Середньомісячна сонячна радіація, кДж/м²·день | 5547             | 8303             | 12027            | 16788            | 20891            | 23639            | 25206            | 21996            | 16269            | 10571            | 6012             | 4680             |                  |
| --------------------------------------------- | ---------------- | ---------------- | ---------------- | ---------------- | ---------------- | ---------------- | ---------------- | ---------------- | ---------------- | ---------------- | ---------------- | ---------------- | ---------------- |
| Джерело:                                      |                  |                  |                  |                  |                  |                  |                  |                  |                  |                  |                  |                  |                  |